# Káloz
Káloz é um município da Hungria, situado no condado de Fejér. Tem 47,79 km² de área e sua população em 2015 foi estimada em 2.370 habitantes.